# Chrysobothris dolata
Chrysobothris dolata är en skalbaggsart som beskrevs av Horn 1886. Chrysobothris dolata ingår i släktet Chrysobothris och familjen praktbaggar. Inga underarter finns listade i Catalogue of Life.